# Урцулеї
Урцулеї (італ. Urzulei, сард. Orthullè) — муніципалітет в Італії, у регіоні Сардинія,  провінція Ольястра.
Урцулеї розташоване на відстані близько 320 км на південний захід від Рима, 105 км на північ від Кальярі, 23 км на північний захід від Тортолі, 25 км на північ від Ланузеі.
Населення — 1274 особи (2014).
Щорічний фестиваль відбувається третьої неділі серпня. Покровитель — святий Юрій.

## Демографія
Населення за роками:

Станом на 1 січня 2023 року в муніципалітеті офіційно проживало 7 іноземців з 2 країн, серед них 6 громадян країн Євросоюзу та 1 громадянин України.

## Сусідні муніципалітети
- Баунеї
- Доргалі
- Оргозоло
- Талана
- Трієї